# Зајечарска гитаријада
Зајечарска гитаријада, или само Гитаријада, музички је фестивал, оријентисан првенствено на рок музику, који се одржава сваког лета у Зајечару, граду у источној Србији. Програм фестивала се састоји из такмичења демо бендова и ревијалних наступа познатијих група. Организатори Гитаријаде тврде да је она највећи фестивал младих и неафирмисаних бендова у југоисточној Европи.

## Историја
Гитаријада у Зајечару је једна од манифестација насталих по узору на Београдску гитаријаду, чије је прво издање одржано почетком јануара 1966. године у Хали 1 Београдског сајма. Манифестацију у Зајечару осмислила су браћа Момчило и Слободан Раденковић, чланови групе Златни прсти. Прва гитаријада у Зајечару, тада под називом Смотра ансамбала поп музике, одржана је 30. јануара 1970. у Дому Југословенске народне армије.
Награда за најбољег певача демо бендова по први пут је додељена на 54. издању фестивала, одржаном у септембру 2021, и носи име Момчила Моше Раденковића, који је преминуо у априлу исте године.

## Роконачелник
Гитаријада сваке године именује роконачелника — почасног управитеља Зајечара током трајања фестивала. Традиција је успостављена 2012. године, а уобичајено је да званични градоначелник на свечаном отварању фестивала предаје кључеве града роконачелнику.
- 2012 — Бора Ђорђевић[6][7]
- 2013 — Горан Шепа Гале[8]
- 2014 — Бруно Лангер[9]
- 2015 — Ненад Милосављевић[10]
- 2016 — Златни прсти[11]
- 2017 — Радомир Михаиловић Точак[12]
- 2018 — Петар Пеца Поповић[13]
- 2019 — Жика Јелић[14]
- 2022 — Били Гулд[15]
- 2023 — Марко Мендоза[16]
- 2024 — Рони Ромеро[17]

## Досадашња издања
| Год.       | Најбољи по одлуци жирија                                  | Најбољи по мишљењу публике                                                 | Ревијални извођачи | Изв.                                                      |
| ---------- | --------------------------------------------------------- | -------------------------------------------------------------------------- | --- | --------------------------------------------------------- |
| 1970—1973. | Не знају се победници у периоду од 1970. до 1973. године. | Није било победника по мишљењу публике у периоду од 1970. до 1973. године. | Нема података. | —                                                         |
| 1974.      | Викторија (Ниш)                                           | —                                                                          | Нема података. | —                                                         |
| 1975.      | Орион (Београд)                                           | —                                                                          | Нема података. | —                                                         |
| 1976.      | Октопус (Суботица)                                        | Октопус (Суботица)                                                         | Нема података. | —                                                         |
| 1977.      | (Ниш)                                                     | Мадригали (Битољ)                                                          | Нема података. | —                                                         |
| 1978.      | Галија (Ниш)                                              | ПУ (Скопље)                                                                | Нема података. | —                                                         |
| 1979.      | ОПС (Смедерево)                                           | Високо мишљење (Зајечар)                                                   | Нема података. | —                                                         |
| 1980.      | Паук (Завидовићи)                                         | Др Тон (Бачка Паланка)                                                     | Нема података. | —                                                         |
| 1981.      | Цилиндар (Скопље)                                         | Зостер (Зајечар)                                                           | Нема података. | —                                                         |
| 1982.      | Црна ружа (Зајечар)                                       | Црна ружа (Зајечар)                                                        | Нема података. | —                                                         |
| 1983.      | Нова земља (Ваљево)                                       | Нова земља (Ваљево)                                                        | Нема података. | —                                                         |
| 1984.      | Динар (Бања Лука)                                         | Динар (Бања Лука)                                                          | Нема података. | —                                                         |
| 1985.      | Огледала (Ријека)                                         | Огледала (Ријека)                                                          | Нема података. | —                                                         |
| 1986.      | (Ријека)                                                  | (Ријека)                                                                   | Нема података. | —                                                         |
| 1987.      | Зијан (Ђевђелија)                                         | Зијан (Ђевђелија)                                                          | Нема података. | —                                                         |
| 1988.      | Вријеме њежности (Сплит)                                  | Каризма (Београд)                                                          | Нема података. | —                                                         |
| 1989.      | Џерси (Ријека)                                            | (Сплит)                                                                    | Нема података. | —                                                         |
| 1990.      | Дон Марцел (Бели Манастир)                                | Гроф (Београд)                                                             | Нема података. | —                                                         |
| 1991.      | Револвери (Александровачка жупа)                          | Цируси (Неготин)                                                           | Нема података. | —                                                         |
| 1992.      | Казна за уши (Београд)                                    | Казна за уши (Београд)                                                     | Нема података. | —                                                         |
| 1993.      | Бјесови (Горњи Милановац)                                 | Бјесови (Горњи Милановац)                                                  | Нема података. | —                                                         |
| 1994.      | (Зајечар)                                                 | Ништа али логопеди (Шабац)                                                 | Нема података. | —                                                         |
| 1995.      | Јелена у парку јуре (Зрењанин)                            | Јелена у парку јуре (Зрењанин)                                             | Нема података. | —                                                         |
| 1996.      | Муве (Нови Сад)                                           | Муве (Нови Сад)                                                            | Нема података. | —                                                         |
| 1997.      | (Приједор)                                                | НЦФ (Рашка)                                                                | Нема података. | —                                                         |
| 1998.      | (Београд)                                                 | (Ушће)                                                                     | Нема података. | —                                                         |
| 1999.      | Јелизавета Бам (Зајечар)                                  | (Неготин)                                                                  | Нема података. | —                                                         |
| 2000.      | Агенда (Београд)                                          | (Зајечар)                                                                  | Нема података. | —                                                         |
| 2001.      | Први пут (Београд)                                        | ?                                                                          | Нема података. | —                                                         |
| 2002.      | (Нови Сад)                                                | Мидгард (Шабац)                                                            | Нема података. | —                                                         |
| 2003.      | Редовна ствар (Зрењанин)                                  | (Београд)                                                                  | Нема података. | —                                                         |
| 2004.      | (Зрењанин)                                                | Инфест (Јагодина)                                                          | Нема података. | —                                                         |
| 2005.      | (Београд)                                                 | Приручник Јанга Тровача (Зајечар)                                          | Нема података. | —                                                         |
| 2006.      | (Београд)                                                 | Љуте папричице (Београд)                                                   | Нема података. | —                                                         |
| 2007.      | (Београд)                                                 | (Пирот)                                                                    | Кен Хенсли · Дадо Топић и · Дивље јагоде · Неверне бебе · Рибља чорба · | [ 18 ]                                                    |
| 2008.      | Магма (Београд)                                           | (Зајечар)                                                                  | Ментална хигијена · Синтезис · · Ђорђе Давид · | [ 19 ]                                                    |
| 2009.      | (Сомбор)                                                  | (Зајечар)                                                                  | Делиријум · Чича Горио · · · Арт дилер · ЗИП · Магма · · Стив Лукатер · | [ 20 ]                                                    |
| 2010.      | (Бања Лука)                                               | (Зајечар)                                                                  | · Психомодо поп · Ленс Лопез · · Кики Лесендрић и Пилоти · Бјесови · Ђорђе Давид                                                                                              | [ 21 ] [ 22 ] [ 23 ]                                      |
| 2011.      | (Младеновац)                                              | Док 7 (Ниш)                                                                | Владан Вучковић Паја · Златко Манојловић · Васил Хаџиманов бенд · Рамбо Амадеус · Рибља чорба · Дадо Топић · Обојени програм · Агата · · Влатко Стефановски · Зона Б ·        | [ 24 ]                                                    |
| 2012.      | Бас и стега (Београд)                                     | ВИС Нови дан (Зајечар)                                                     | · Дубиоза колектив · Лет 3 · · Док 7 · Бајага и инструктори · Хладно пиво · Обојени програм                                                                                   | [ 25 ]                                                    |
| 2013.      | (Врање)                                                   | Хути ота тре (Зајечар)                                                     | Забрањено пушење · Бас и стега · Канда, Коџа и Небојша · Прљави инспектор Блажа и Кљунови · Парни ваљак · ВИС Нови дан · Елементал · Ритам нереда                             | [ 8 ] [ 26 ]                                              |
| 2014.      | (Травник) D ZOO (Суботица)                                | Меда, вук и Сандокан (Петровац на Млави)                                   | · Прљаво казалиште · Партибрејкерс · Севи · · Гоблини · Рибља чорба · Џа или Бу · Чврге · Хути ота тре · ЈУ група · Атомско склониште · Мортал комбат                         | [ 27 ]                                                    |
| 2015.      | (Ријека) Свемирци (Београд)                               | (Мозирје)                                                                  | D ZOO · Џибони и Влатко Стефановски · Никола Врањковић · Док 7 · · Дубиоза колектив · Каризма · Кербер · Дингоспо Дали · Мангров · Галија · Генерација 5 · Електрични оргазам | [ 28 ]                                                    |
| 2016.      | Хаџи продане душе (Ужице)                                 | (Бања Лука)                                                                | Златни прсти · Ритам нереда · Тешка индустрија · Рибља чорба · Бјесови · Кербер ·                                                                                             | [ 29 ]                                                    |
| 2017.      | КИ (Куманово)                                             | (Ниш)                                                                      | Бајага и инструктори · Рибља чорба · Психобиље · Хаџи продане душе · Дејан Цукић и Спори ритам бенд · Генерација 5 · · Хути ота тре                                           | [ 30 ]                                                    |
| 2018.      | Алеја великана (Београд)                                  |                                                                            | КИ · Психомодо поп · Хаџи продане душе · Галија · Неверне бебе · Никола Чутурило · Партибрејкерс · Били Ајдол · Дејан Цукић и Спори ритам бенд                                | [ 31 ]                                                    |
| 2019.      | (Београд)                                                 | (Београд)                                                                  | Ђорђе Давид · С.А.Р.С. · Влатко Стефановски · Гоблини · Ален Исламовић · Рибља чорба · Атомско склониште · Електрични оргазам                                                 | [ 14 ] [ 32 ]                                             |
| 2020.      | Фестивал ове године није одржан због пандемије ковида 19. | Фестивал ове године није одржан због пандемије ковида 19.                  | Фестивал ове године није одржан због пандемије ковида 19. | Фестивал ове године није одржан због пандемије ковида 19. |
| 2021.      | Није било такмичења неафирмисаних рок група.              | Није било такмичења неафирмисаних рок група.                               | · Рибља чорба · Хладно пиво · Хаџи продане душе · Неверне бебе · Галија | [ 33 ] [ 34 ]                                             |
| 2022.      | (Зрењанин)                                                | Монах (Ниш)                                                                | · Кербер · Александар Седлар · Валентино · Бајага и инструктори · Пилоти · Ритам нереда · Гоблини · Канда, Коџа и Небојша · Алиса                                             | [ 35 ] [ 36 ] [ 37 ]                                      |
| 2023.      | Чарна (Бања Лука)                                         | Промонаел (Бачки Петровац)                                                 | · Електрични оргазам · ЈУ група · Деца лоших музичара · Генерација 5 · Марко Мендоза · Смак+ · Освајачи · Неверне бебе · Др Неле Карајлић · Мортал комбат                     | [ 38 ] [ 39 ]                                             |
| 2024.      | (Београд / Аранђеловац)                                   | (Загреб)                                                                   | Промонаел · Кеопс · · Дивље јагоде · · Рони Ромеро | [ 17 ] [ 40 ] [ 41 ] [ 42 ]                               |